# Depelbus biroi
Depelbus biroi är en stekelart som först beskrevs av Szepligeti 1902.  Depelbus biroi ingår i släktet Depelbus och familjen bracksteklar. Inga underarter finns listade i Catalogue of Life.